# Algansea amecae
Algansea amecae är en fiskart som beskrevs av Pérez-rodríguez, Pérez-ponce de León, Domínguez-domínguez och Ignacio Doadrio 2009. Algansea amecae ingår i släktet Algansea och familjen karpfiskar. Inga underarter finns listade i Catalogue of Life.